# Harheim
Harheim, Frankfurt-Harheim – 14. okręg administracyjny (Ortsbezirk) we Frankfurcie nad Menem, w kraju związkowym Hesja. W skład okręgu wchodzi jedna, identyczna z okręgiem, 44. dzielnica (Stadtteil) Frankfurtu Harheim. Liczy 4935 mieszkańców (31 grudnia 2018) i ma powierzchnię 4,84 km².